# Полярне сяйво

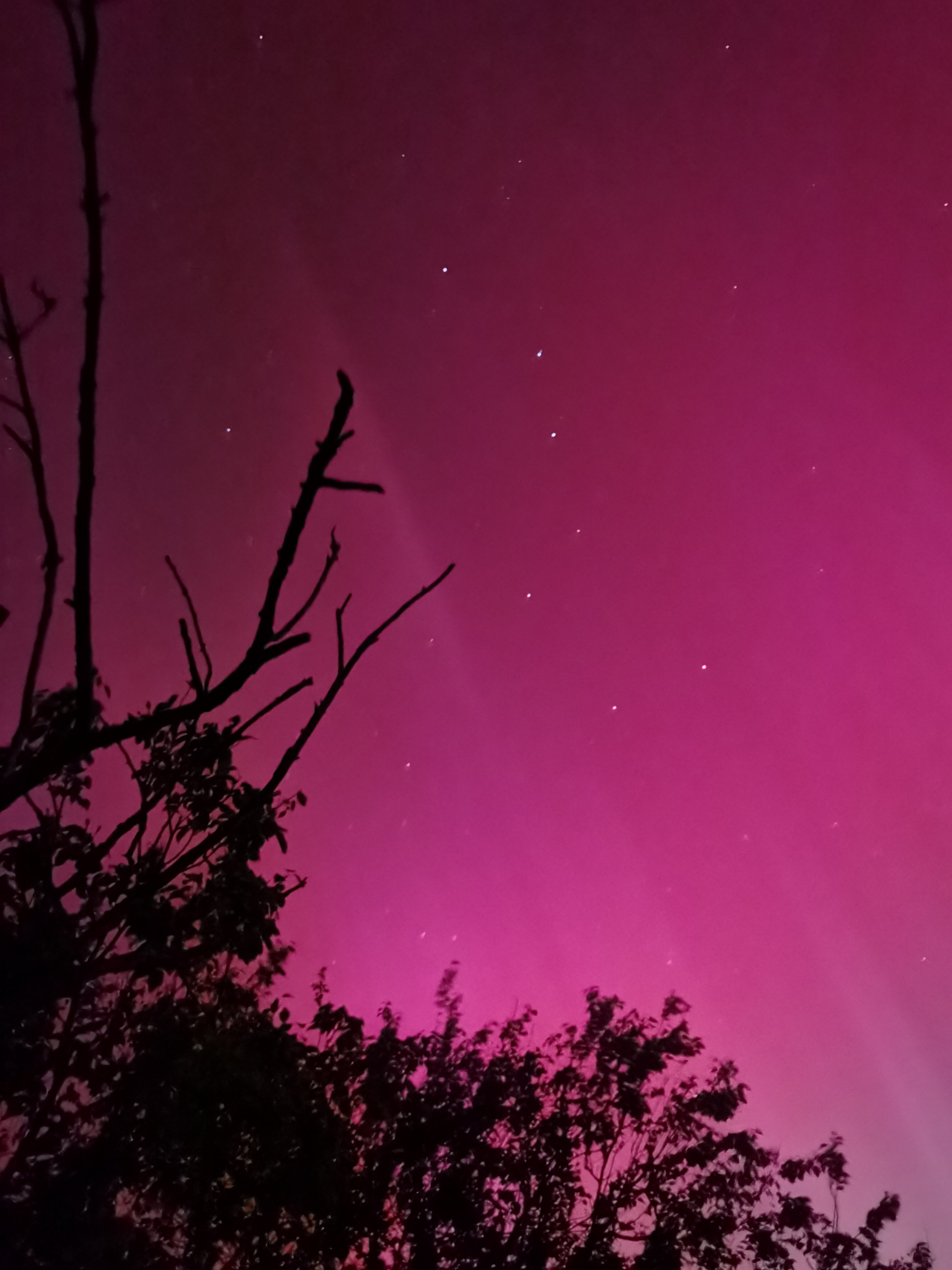
Полярне сяйво з Великою Ведмедицею в Україні

Полярне ся́iво (лат. aurora polaris), також широко відоме як північне сяйво (лат. aurora borealis) та південне сяйво (лат. aurora australis) — оптичне явище світіння окремих ділянок нічного неба в полярних районах, яке швидко змінюється.

## Механізм виникнення
Полярне сяйво — це явище є світінням розріджених шарів атмосфери на висотах 60—100 км під дією сонячного вітру (потоків протонів та електронів). Заряджені частинки потрапляють в земну атмосферу з космосу і під дією магнітного поля Землі спрямовуються до північного або південного магнітного полюса, де вони входять у верхні шари атмосфери, зіштовхуються з молекулами або атомами газів атмосфери, збуджують їх і змушують їх випромінювати видиме світло.
Виникає у верхніх шарах атмосфери планети під впливом потоків заряджених частинок, які магнітне поле Землі спрямовує до полюсів. 
На поверхні Землі такі сяйва спостерігаються на відстані 20—35 ° від магнітних полюсів Землі одночасно на всіх довготах, але з різною інтенсивністю.

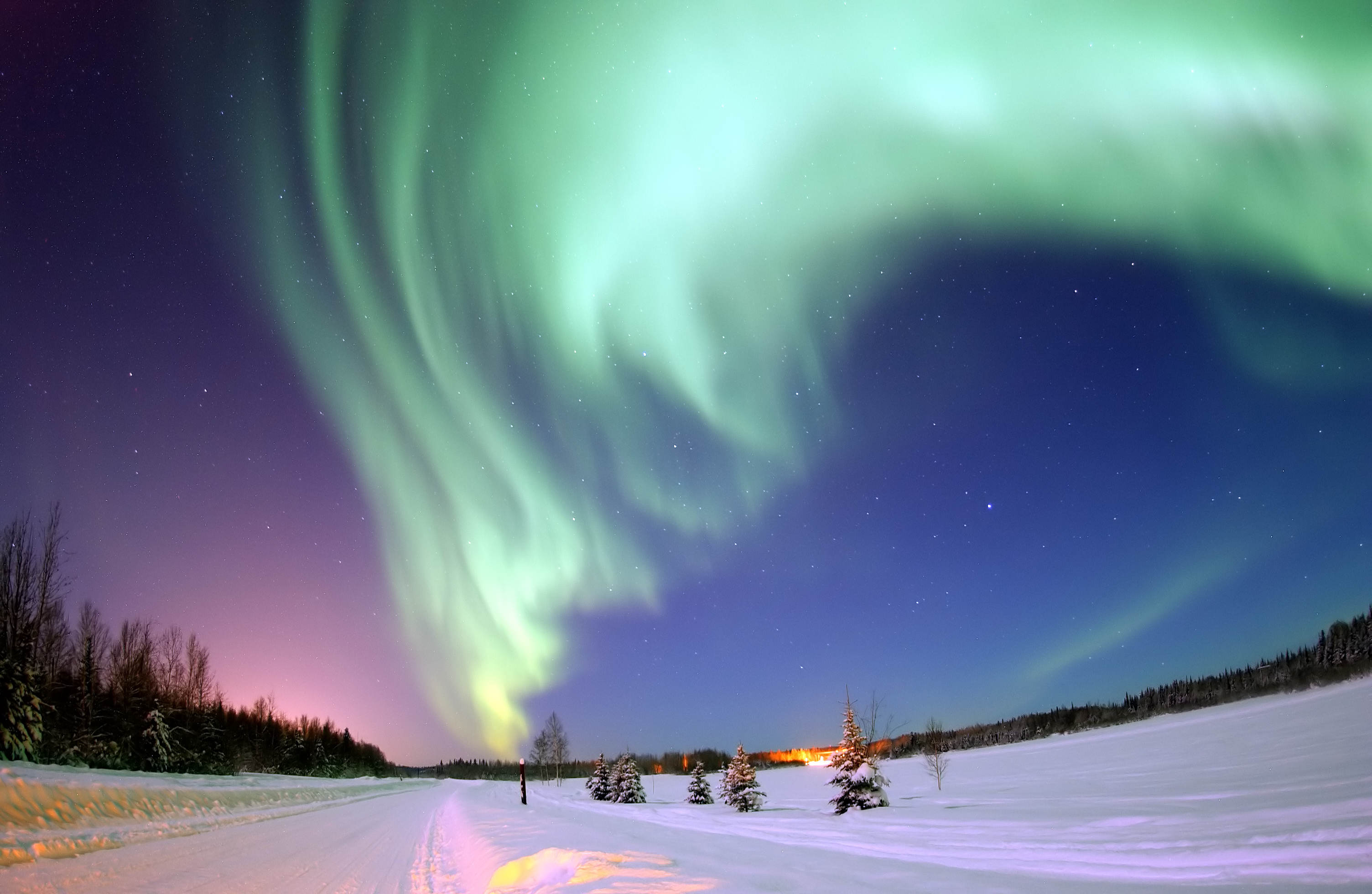
Військово-повітряна база Аєльсон. Аляска — полярне сяйво над Ведмежим озером
- Пришвидшена 40-хвилинна кінозйомка полярного сяйва в Ісландії
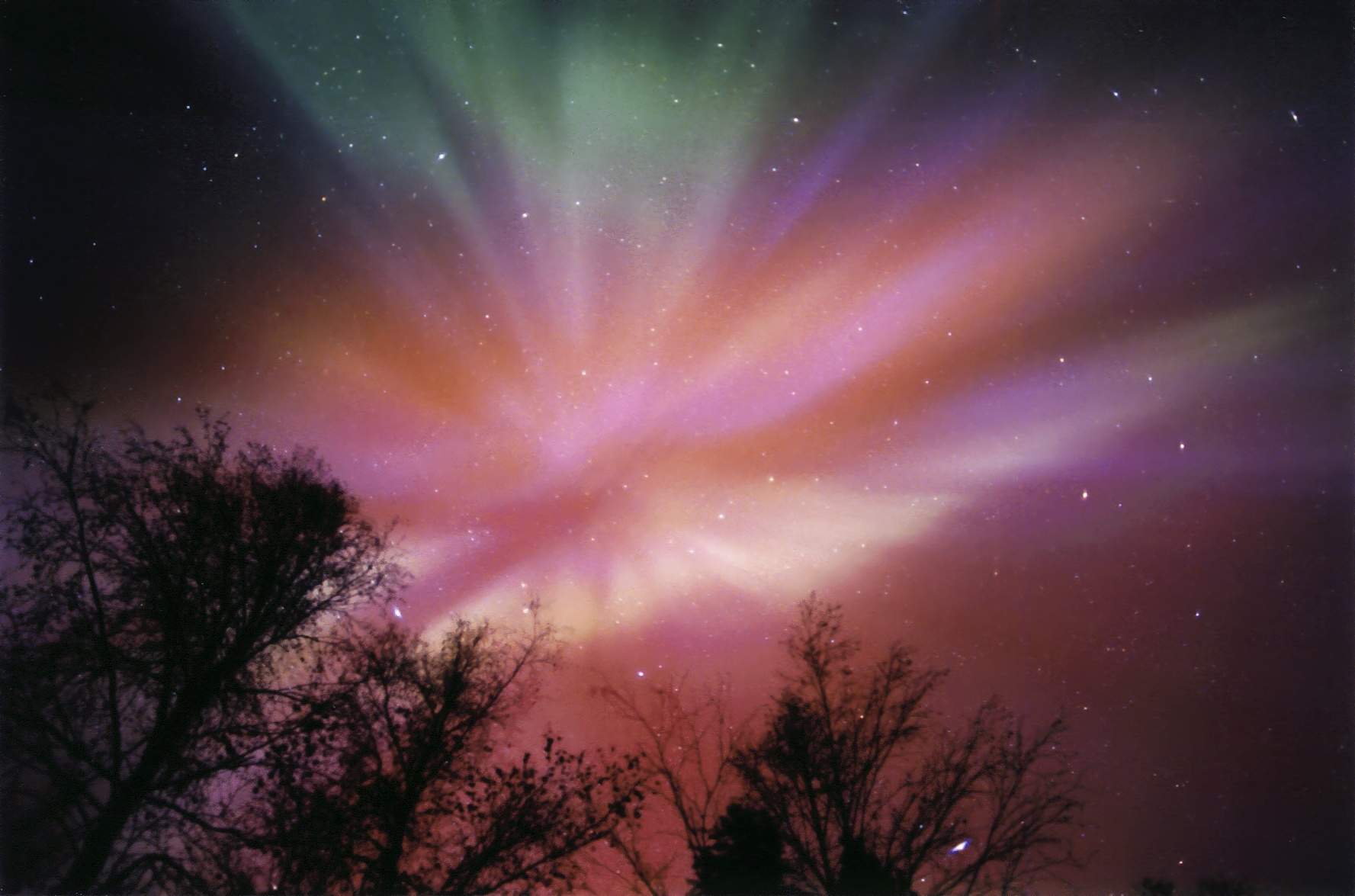
Полярне сяйво

На нижчих широтах полярне сяйво зрідка спостерігається під час магнітних бурь, які викликані корональними викидами маси Сонця. Причиною виникнення полярного сяйва на нижчих широтах, ніж зазвичай, також можуть стати магнітні бурі, які викликані викидами корональної маси з Сонця. Це пов'язано із занадто великими, вибуховими викидами плазми і магнітних полів з сонячної корони, які здатні створювати збурення в магнітному полі Землі. Ці збурення, своєю чергою, можуть спричинити полярне сяйво, як це сталося на початку березня 2023 року, коли сяйво можливо було спостерігати на півдні Великої Британії.
За формами полярне сяйво розрізняють: дифузне сяйво з дугами від однієї точки горизонту до іншої, а також промені, стрічки, корони, плями. Тривалість полярного сяйва — від декількох хвилин до декількох діб. Частота його появи корелює з 11-річним циклом сонячної активності, порою року, 27-денним періодом та магнітною активністю.
Переважне випромінювання — заборонені лінії атомарного кисню (557 нм і 630 нм) і молекулярного азоту (391,4 нм, 427,8 нм, 470,9 нм), які створюють зелено-червону гаму.
Також було виявлено лінії водню серії Бальмера (656,3 нм і 486,1 нм). Енергія випромінювання в невидимій частині спектра суттєво перевищує енергію випромінювання у видимому діапазоні. Зокрема, значна частина енергії випромінюється в ультрафіолетовому діапазоні, але це випромінювання поглинається атмосферою, тож зареєструвати його можна лише з супутників.

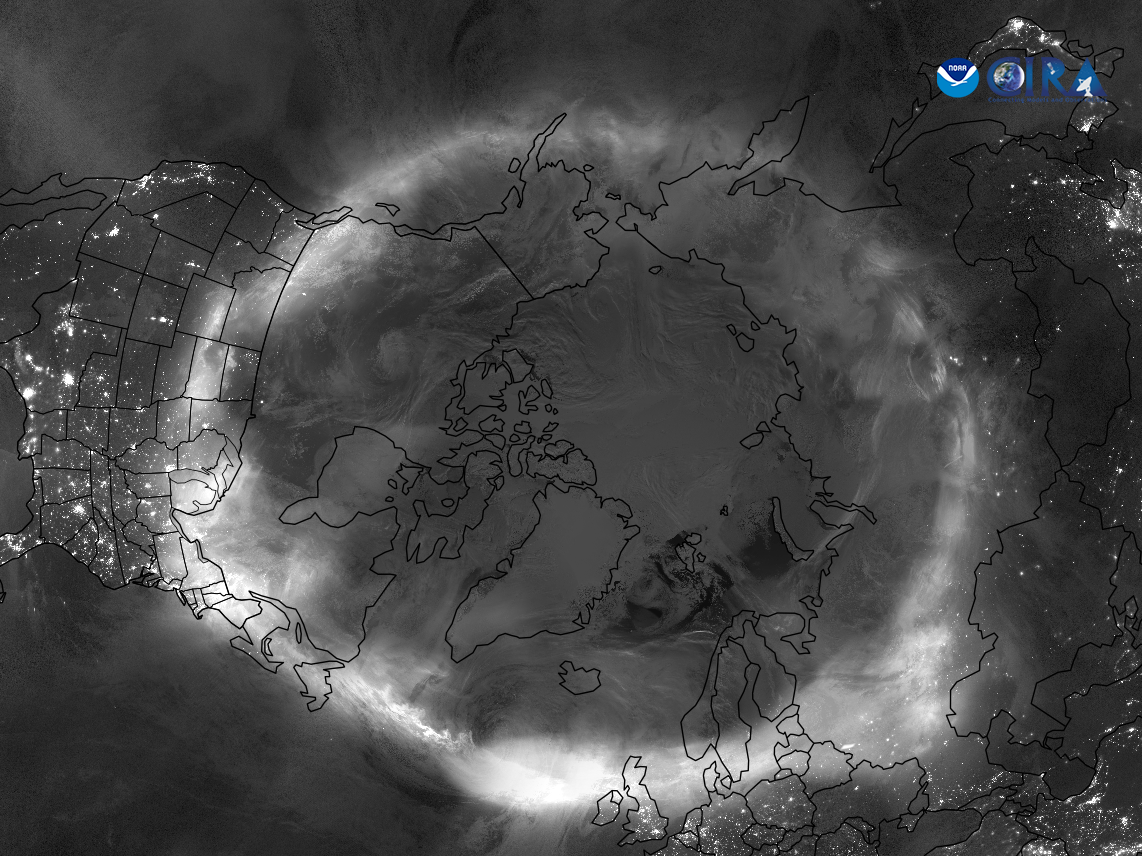
Супутникова мапа Північного сяйва, 15 травня 2024.

Наймасштабніше за останні 500 років полярне сяйво, відповідно до повідомлення NASA, сталося в небі над Північною Америкою та Європою у травні 2024 року.

### В інфрачервоному діапазоні
На початку липня 2023 року, вчені оголосили про виявлення на Землі ще одного виду полярних сяйв. Але, на відміну від добре відомого людству північного сяйва, воно абсолютно непомітне для неозброєного ока. Група вчених з Аризонського державного університету виявила полярні сяйва, що світяться в інфрачервоному діапазоні. Вони виникають у результаті взаємодії заряджених частинок з молекулами вуглекислого газу в атмосфері Землі. За словами вчених, які брали участі у дослідженні, дане відкриття є надзвичайно важливим. Воно не тільки дозволяє знайти нові шляхи вивчення полярних сяйв, але й розширює наші уявлення про те, як взаємодіють космічне середовища та верхні шари атмосфери нашої планети.
Загальновідомо, що атмосфера Землі подібна до листкового пирога: нижній, найщільніший шар знаходиться біля поверхні (тропосфера, де і відбуваються процеси, що формують погоду), а найтонші шари знаходяться нагорі. Термосфера та іоносфера перекривають одна одну, це два найвищі шари на висоті від 80 до 700 км над поверхнею Землі. Саме тут проходить умовна лінія Кармана, яка визначає край космосу на висоті близько 100 км над Землею, а типові барвисті полярні сяйва виникають на висоті від 100 до 250 км внаслідок зіткнення атомарного кисню з енергетичними частинками з космосу. Нещодавно виявлене нове полярне сяйво є результатом взаємодії з частками вуглекислого газу, що існує у різних шарах атмосфери. Такі полярні сяйва виникають набагато нижче, а саме на висоті близько 90 км. Виявити їх вдалося за допомогою супутника NASA AIRS, атмосферного інфрачервоного зонда на борту супутника спостереження за Землею Aqua. Цей орбітальний апарат було запущено ще 2002 року і з того часу він збирає дані про Землю.

### Чорне полярне сяйво
В 2021 році вчені зафіксували рідкісне і незвичне явище в атмосфері Землі — чорне полярне сяйво. Воно контрастує з яскравими кольорами традиційного північного та південного сяйва. Явище, походження якого невідоме, створює темні кільця, хвилі та плями. Сяйво виявляється у деяких частинах іоносфери, де рівень негативно заряджених частинок є значно нижчим. Воно виникає за умов, які є протилежними традиційному полярному сяйву, саме тому його інколи називають «анти-сяйвом». Замість того, щоб світитися різноманітними кольорами, як це відбувається під час звичайного сяйва, в цих областях атмосфери спостерігається зворотний ефект, зокрема утворюються темні плями, де електрони відштовхуються від іоносфери в космос, замість того, щоб взаємодіяти з її газами. 

### Інші причини виникнення
Окрім магнітних бур, які викликані викидами корональної маси з Сонця, причиною виникнення полярного сяйва також можуть бути ядерні вибухи в космічному просторі. Загалом США провели вже п’ять космічних ядерних випробувань у космосі, найвідоміше з яких відбулося 9 липня 1962 року, коли поблизу тихоокеанського острова Джонстон на Гаваях, в космос на висоту 400 км (250 миль) було запущено ракету «Тор» в рамках проєкту Starfish Prime. Після вибуху ядерного заряду, який мав потужність 1,44 Мт, над Землею утворилося полярне сяйво червоного кольору, яке простягалося через весь Тихий океан і тривало декілька годин.

## Полярне сяйво на інших планетах
Полярне сяйво — явище, характерне не лише для Землі, наявність у планети атмосфери та магнітного поля — достатня умова для виникнення цього явища. Так, наприклад, полярні сяйва вже зафіксовані на Юпітері, Сатурні, Марсі та Нептуні.

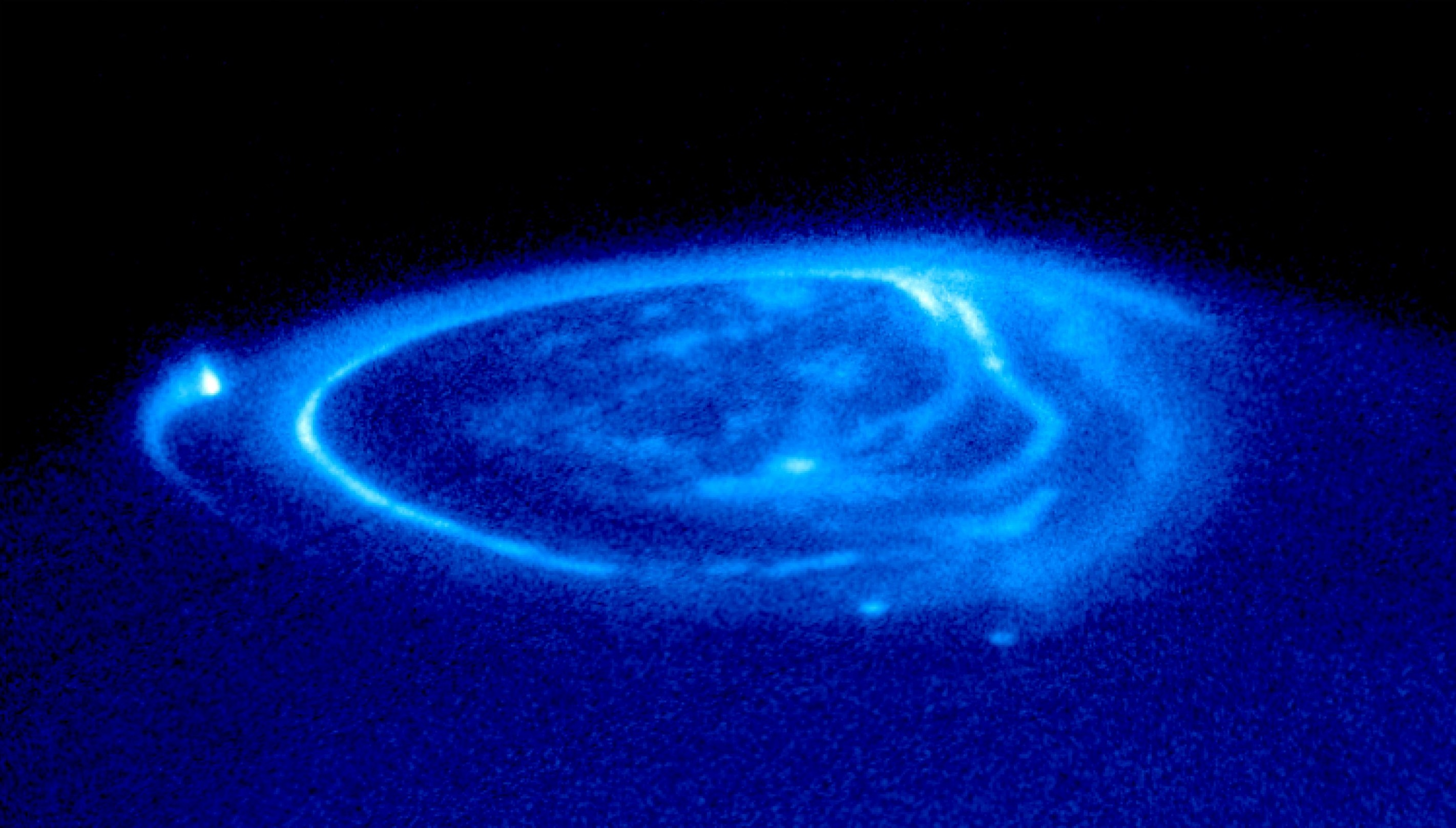
Полярне сяйво на Юпітері
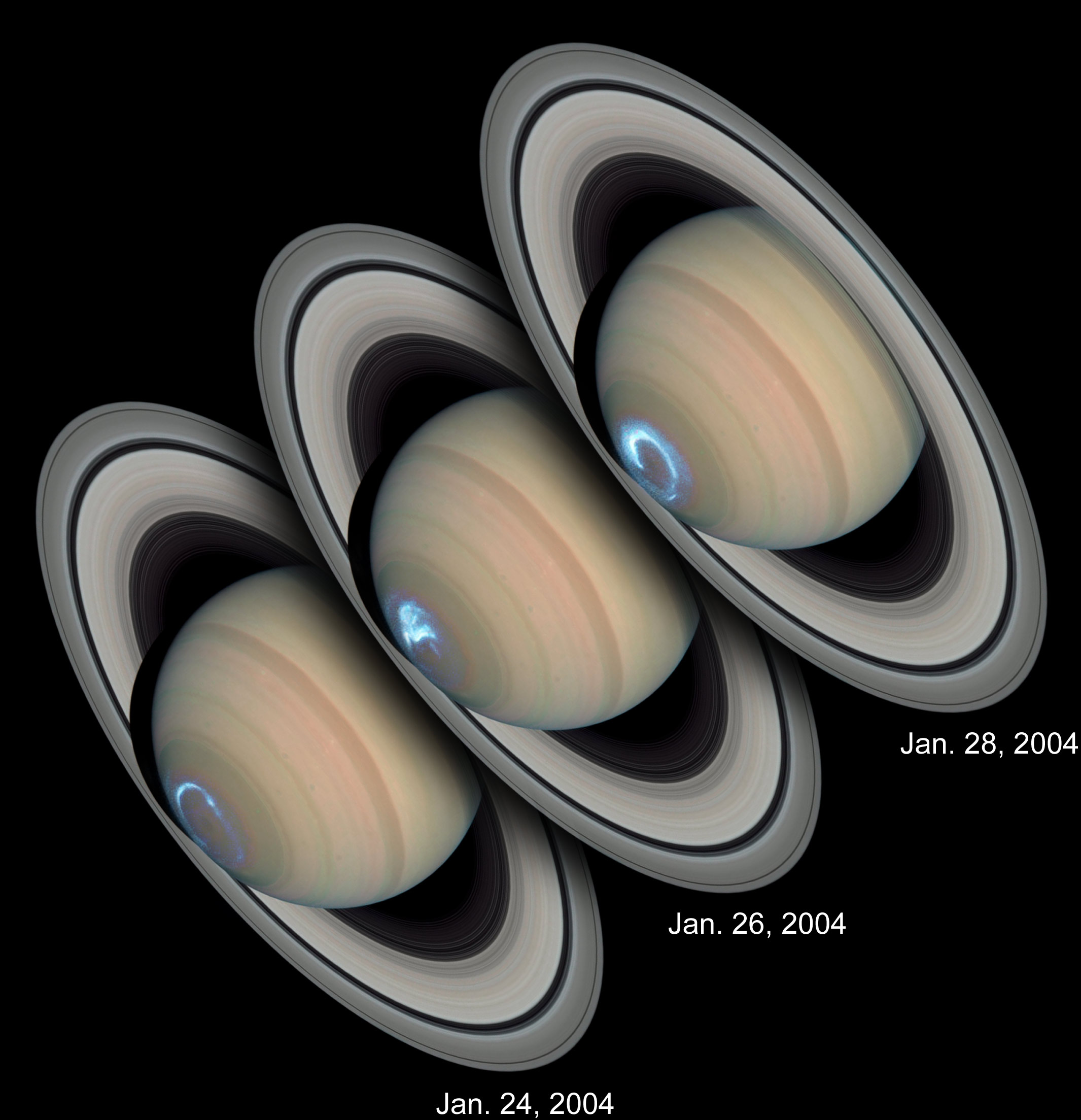
Полярне сяйво на Сатурні

## Цікаві факти
12 серпня 2024 року, українськими дослідниками XXIX УАЕ на науковій станції «Академік Вернадський» вдалося вперше за останні 10 років зафіксувати південне полярне сяйво, яке є надзвичайно рідкісним явищем. Геофізики також зафіксували в цей час сильні збурення магнітного поля Землі, що є необхідною умовою для появи полярного сяйва.

17 вересня 2024, на сайті НАНЦ повідомили про чергове спостереження південного полярного сяйва співробітниками української антарктичної станції «Академік Вернадський» та опублікували фото зі спостережень цього явища.
| | Цієї ночі в геомагнітній обсерваторії на «Вернадському» зафіксували магнітну бурю рівня К-7 за індексом Бартельса (він описує відхилення магнітного поля Землі від норми протягом тригодинного інтервалу й може набувати значень від 0 до 9). |
| — Національний антарктичний науковий центр (17 вересня 2024), http://uac.gov.ua/ukraїnski-polyarniki-znovu-zlovili-pivdenne-polyarne-syajvo/ | |